# Agang Sudáfrica
Agang Sudáfrica o Agang South Africa (lo que se traduciría al español como Construyamos Sudáfrica), abreviado simplemente como Agang o Agang SA, es un partido político minoritario de Sudáfrica fundado en 2013. El partido alienta las reformas hacia una gobernanza directa, esforzándose por "construir una democracia más fuerte en la que los ciudadanos estén en el centro de la vida pública"; y su principal intención era desafiar al Congreso Nacional Africano (ANC) en las elecciones generales de 2014. Agang es una palabra en  idioma sotho-tswana que significa literalmente "vamos a construir".

## Historia
Agang SA fue fundado por la antigua activista contra el apartheid Mamphela Ramphele el 18 de febrero de 2013, aunque el partido afirma en su sitio web que fue fundado el 22 de junio de 2013, cuando celebró su primer congreso oficial.
El 28 de enero de 2014, el principal partido opositor del país, Alianza Democrática (DA), anunció que Ramphele había aceptado una invitación para presentarse como su candidato presidencial en las elecciones generales de 2014, y que DA y Agang Sudáfrica se fusionarían. De este modo, Ramphele sería la primera candidata presidencial negra de Alianza Democrática. El día 31, Ramphele declaró que no tomaría la membresía del partido DA y que seguiría siendo la líder de Agang Sudáfrica, lo que generaría confusión. El 2 de febrero, Helen Zille, líder del partido, declaró que Ramphele había incumplido su acuerdo de presentarse como la candidata presidencial de DA. Ramphele posteriormente se disculpó por la revocación de su decisión, diciendo que el momento no era el adecuado ya que la reacción la misma había demostrado que la gente no podía vencer la política de partidos basada en la raza. El 9 de febrero de 2014, tras las declaraciones de Helen Zille de que los problemas de financiación de los donantes estaban detrás de la fusión fallida, Ramphele nombró al magnate de los negocios Nathan Kirsh como financiador de Agang y dijo que continuaría financiando al nuevo partido.
En las elecciones de 2014, el partido recibió 52.350 votos, o el 0.28% del total, y ganó dos escaños en la Asamblea Nacional de Sudáfrica. Tras un conflicto interno dentro del partido, Ramphele anunció su retirada de la política el 8 de julio de 2014.

## Resultados electorales
| Año  | Votos  | %               | Asamblea | +/– | NCOP | +/– | Posición  |
| ---- | ------ | --------------- | -------- | --- | ---- | --- | --------- |
| 2014 | 52.350 | \| \| 0.28 % \| | 2/400    |     | 0/90 |     | Oposición |
|      | 0.28 % |                 |          |     |      |     |           |